# Liste der Biografien/Konr
Liste der Biografien |
Portal Biografien |
Personensuche
# |
A |
B |
C |
D |
E |
F |
G |
H |
I |
J |
K |
L |
M |
N |
O |
P |
Q |
R |
S |
T |
U |
V |
W |
X |
Y |
Z |
?
 
Ka |
Kb |
Kc |
Kd |
Ke |
Kf |
Kg |
Kh |
Ki |
Kj |
Kl |
Km |
Kn |
Ko |
Kp |
Kr |
Ks |
Kt |
Ku |
Kv |
Kw |
Ky |
Kx |
Kz
 
Koa |
Kob |
Koc |
Kod |
Koe |
Kof |
Kog |
Koh |
Koi |
Koj |
Kok |
Kol |
Kom |
Kon |
Koo |
Kop |
Kor |
Kos |
Kot |
Kou |
Kov |
Kow |
Kox |
Koy |
Koz
 
Kona |
Konc |
Kond |
Kone |
Konf |
Kong |
Konh |
Koni |
Konj |
Konk |
Konl |
Konm |
Konn |
Kono |
Konp |
Konr |
Kons |
Kont |
Konu |
Konv |
Konw |
Kony |
Konz
Die Liste der Biografien führt alle Personen auf, die in der deutschsprachigen Wikipedia einen Artikel haben. Dieses ist eine Teilliste mit 354 Einträgen von Personen, deren Namen mit den Buchstaben „Konr“ beginnt.

## Konr

### Konra

#### Konrad
- Konrad, Geistlicher und Abt von Kloster Wettingen
- Konrad († 1326), Bischof von Olmütz
- Konrad († 1503), Herzog von Masowien
- Konrad (1074–1101), König von Italien, Mitkönig von DeutschlandKonrad (III.) (1074–1101)

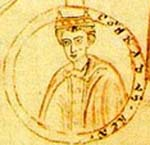
Konrad (III.) (1074–1101)

- Konrad († 1192), Markgraf von Montferrat, König von Jerusalem

###### Konrad D
- Konrad der Ältere († 906), Markgraf von Thüringen und Vater des späteren deutschen Königs Konrad I.
- Konrad der Rote († 955), Graf im Speyergau, Wormsgau und Nahegau; Herzog von Lothringen; Graf in Franken
- Konrad der Staufer († 1195), Pfalzgraf bei Rhein (1156–1195)

###### Konrad G
- Konráð Gíslason (1808–1891), isländisch-dänischer Sprachforscher
- Konrad Gumprecht (1585–1618), Graf von Bentheim-Limburg

###### Konrad I
- Konrad I., dritter Abt der Abtei Marienstatt und Nachfolger Abt Ulrich
- Konrad I., Zisterzienserabt
- Konrad I., Graf im Argengau; Graf im Alpgau; Graf im Linzgau; Graf von Paris; Graf von Auxerre
- Konrad I. († 997), Herzog von Schwaben
- Konrad I. († 1159), Graf von Scheyern-Dachau
- Konrad I. († 1171), Bischof von Worms
- Konrad I., Herzog von Schlesien
- Konrad I., Herzog von Teck
- Konrad I. († 918), König des Ostfrankenreichs (911–918)Konrad I. († 918)

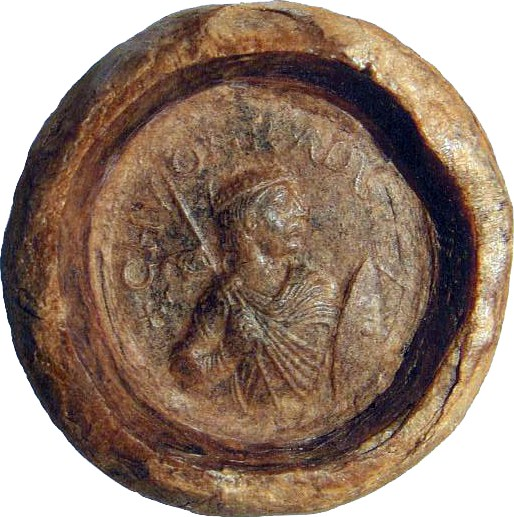
Konrad I. († 918)

- Konrad I. († 1011), Herzog von Kärnten
- Konrad I. († 1055), Herzog von Bayern und Herr von Zütphen
- Konrad I. († 1092), Fürst in Böhmen aus dem Geschlecht der Přemysliden
- Konrad I. († 1086), Graf von Luxemburg
- Konrad I., Herr von Wirtemberg, Herr vom Wirtenberg
- Konrad I. († 1152), Herzog von Zähringen, Herzog von Burgund
- Konrad I. († 1157), Graf von Wettin, Markgraf von Meißen und der Lausitz
- Konrad I., Burggraf von Nürnberg
- Konrad I. († 1247), polnischer Teilfürst im Herzogtum Masowien
- Konrad I., Graf von Rietberg (1237–1264)
- Konrad I. († 1271), Graf von Freiburg
- Konrad I. († 1304), Markgraf von Brandenburg
- Konrad I. († 1366), Herzog von Namslau, Oels sowie halb Cosel und halb Beuthen
- Konrad I. († 1347), Graf von Oldenburg
- Konrad I. Garrar, Stiftspropst von Berchtesgaden
- Konrad I. Heidenreich, Abt des Klosters Waldsassen
- Konrad I. von Abenberg († 1147), Reformer von Augustinerklöstern und Erzbischof von Salzburg
- Konrad I. von Berg († 1313), Dompropst in Köln, Bischof von Münster, Bruder von Adolf V. von Berg
- Konrad I. von Dachau, Graf von Scheyern-Dachau
- Konrad I. von Geroldseck († 1180), Bischof von Straßburg
- Konrad I. von Hohenlohe, Gefolgsmann der Staufer
- Konrad I. von Lebus († 1299), Bischof von Lebus (1284–1299)
- Konrad I. von Morsbach († 1171), Fürstbischof von Eichstätt
- Konrad I. von Raabs, Burggraf von Nürnberg
- Konrad I. von Raitenbuch († 1132), Bischof von Regensburg
- Konrad I. von Riddagshausen († 1172), Bischof von Lübeck
- Konrad I. von Rüdenberg, deutscher römisch-katholischer Geistlicher; Bischof von Minden (1209–1236)
- Konrad I. von Salzwedel († 1186), Bischof von Cammin
- Konrad I. von Thun († 1234), Abt des Klosters Einsiedeln
- Konrad I. von Tölz und Hohenburg († 1258), Bischof von Freising
- Konrad I. von Valley, Graf von Scheyern-Dachau-Valley
- Konrad I. von Velber († 1238), Fürstbischof von Osnabrück
- Konrad I. von Wallhausen († 1258), Bischof von Meißen (1240–1258)
- Konrad I. von Wittelsbach († 1200), Erzbischof von Mainz und Salzburg, Kardinalbischof der Römischen KircheKonrad I. von Wittelsbach († 1200)

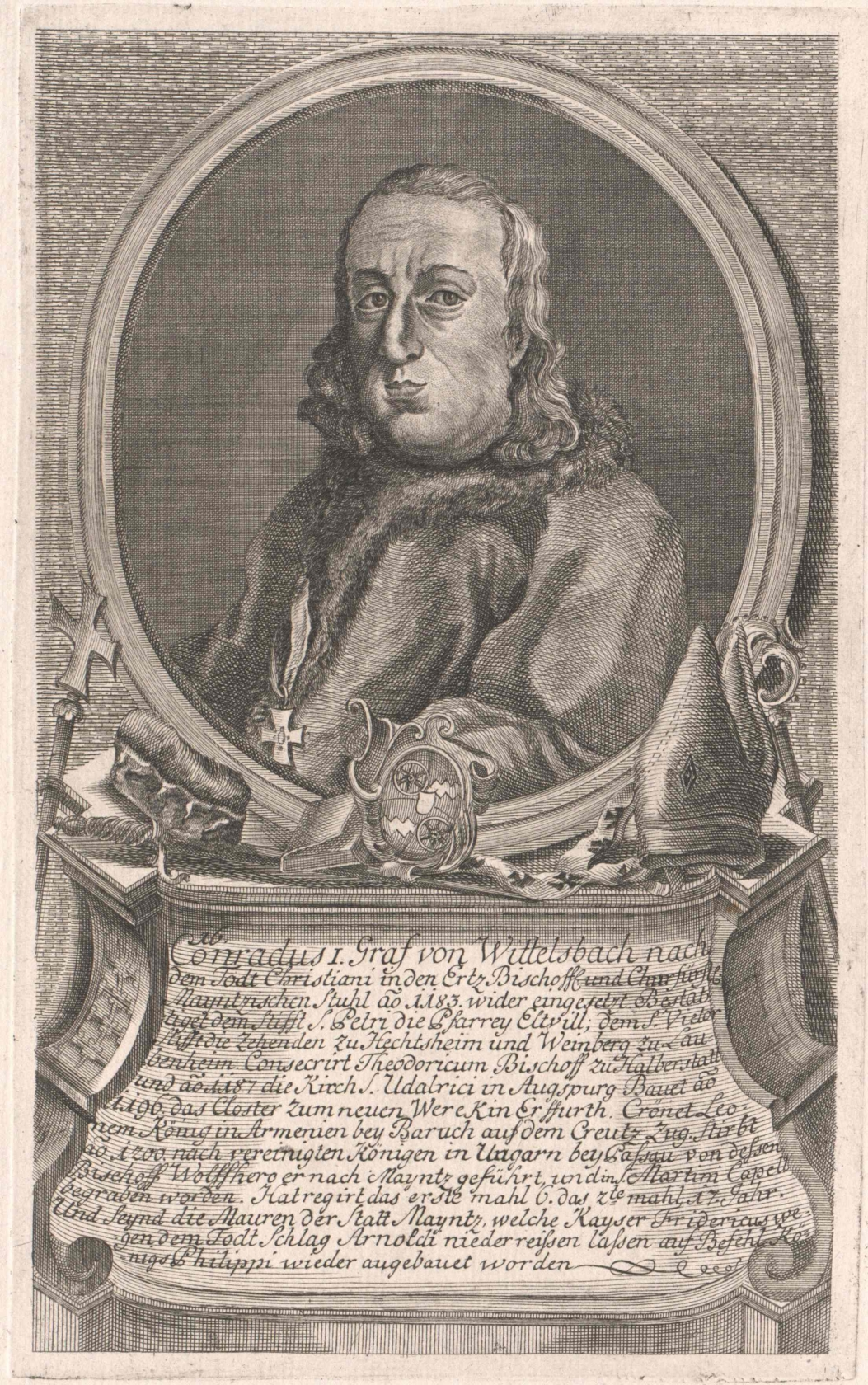
Konrad I. von Wittelsbach († 1200)

- Konrad I. Zobel († 1318), Abt des Benediktinerklosters in Münsterschwarzach
- Konrad II., Abt des Klosters Waldsassen
- Konrad II., deutscher Benediktinerabt
- Konrad II., Graf von Auxerre
- Konrad II. († 1143), Herr von Wirtemberg
- Konrad II. († 1182), Herzog von Meranien
- Konrad II. († 1192), Bischof von Worms
- Konrad II. († 1233), Bischof von Cammin
- Konrad II. († 1252), Stiftspropst von Berchtesgaden
- Konrad II. († 1294), Herzog von Masowien
- Konrad II. († 1295), Bischof von Minden
- Konrad II. († 1313), Graf von Rietberg (1282–1313)
- Konrad II. († 1039), Kaiser des Heiligen Römischen Reiches (1027–1039)Konrad II. († 1039)

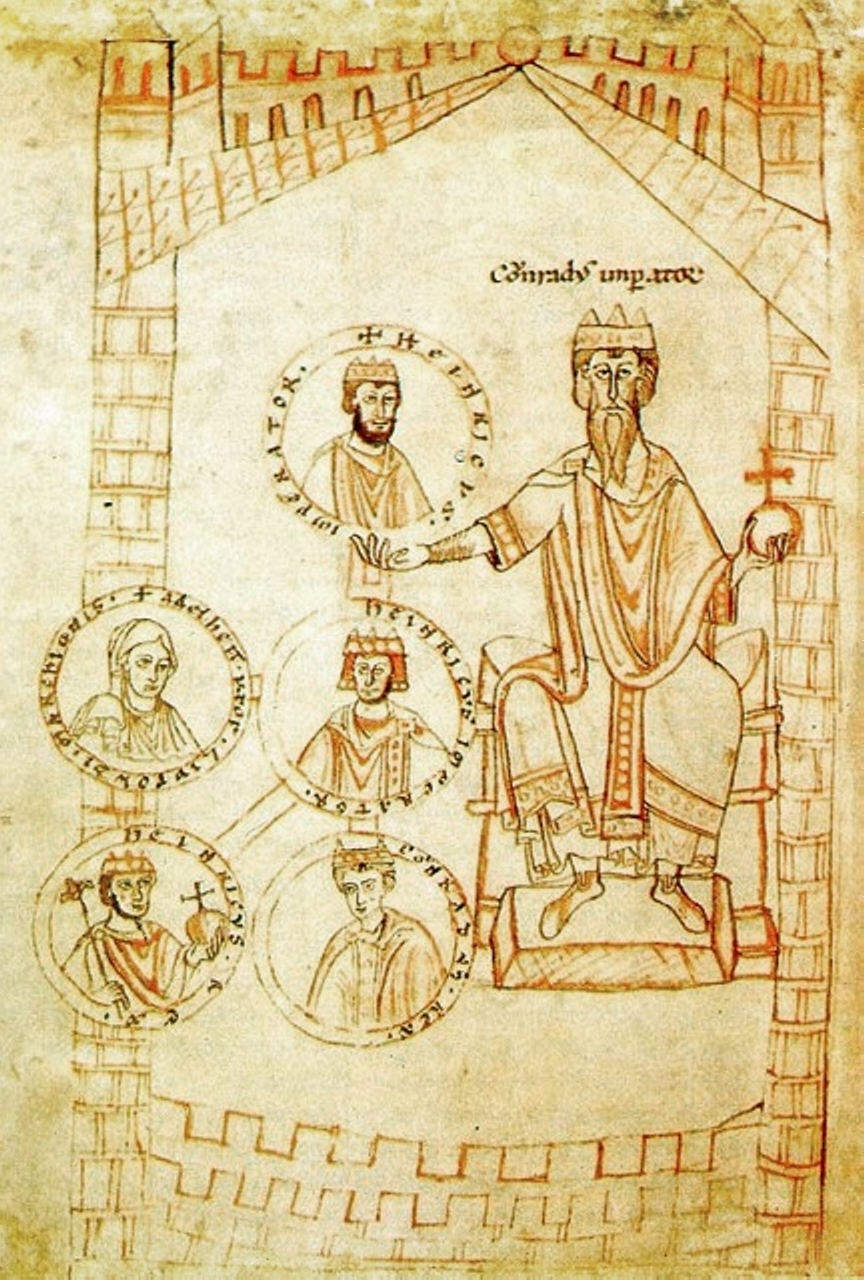
Konrad II. († 1039)

- Konrad II. († 1039), Herzog von Kärnten (1036–1039)
- Konrad II. († 1092), Graf von Werl-Arnsberg und Vogt des Bistums Paderborn
- Konrad II. (1052–1055), Herzog von Bayern
- Konrad II. (1106–1136), Graf von Luxemburg (1129–1136)
- Konrad II. († 1210), Markgraf der Ostmark/Lausitz
- Konrad II. (1172–1196), Herzog von Schwaben und Herzog von Rothenburg
- Konrad II., Edelherr von Rüdenberg
- Konrad II., Herzog von Schlesien und (ab 1251) Herzog von Glogau, Crossen und Sprottau, Elekt von Passau
- Konrad II. († 1292), Herzog von Teck
- Konrad II. († 1350), Graf von Freiburg
- Konrad II. († 1403), Herzog von Oels, Cosel und Steinau sowie halb Beuthen
- Konrad II., deutscher Graf
- Konrad II. von Babenberg († 1168), Bischof von Passau, Erzbischof von Salzburg
- Konrad II. von Freising († 1279), Bischof von Freising
- Konrad II. von Gösgen († 1348), Abt des Klosters Einsiedeln
- Konrad II. von Hildesheim († 1249), Bischof von Hildesheim (1221–1246)
- Konrad II. von Kirchberg-Wallhausen († 1375), Bischof von Meißen
- Konrad II. von Pfeffenhausen († 1305), Fürstbischof von Eichstätt
- Konrad II. von Pottendorf, österreichischer Ministerialadeliger
- Konrad II. von Raabs, Burggraf von Nürnberg
- Konrad II. von Raitenbuch († 1185), Bischof von Regensburg
- Konrad II. von Rietberg († 1297), Bischof von Osnabrück (1270–1297)
- Konrad II. von Salzwedel († 1241), Bischof von Cammin
- Konrad II. von Schlüsselberg († 1347), fränkischer Edelfreier, Vorstreiter und Träger der Reichssturmfahne
- Konrad II. von Sternberg († 1277), Erzbischof von Magdeburg
- Konrad II. von Tegerfelden († 1233), Bischof von Konstanz
- Konrad II. von Wassel, Graf von Wassel
- Konrad II. von Weinsberg († 1396), Erzbischof von Mainz (1390–1396)
- Konrad II. von Znaim, Herrscher des mährischen Apanageherzogtums Znaim
- Konrad III. († 1061), Herzog von Kärnten und Markgraf von Verona
- Konrad III. († 1342), deutscher Benediktinerabt
- Konrad III. († 1365), Graf von Rietberg (1347–1365)
- Konrad III. († 993), König von Burgund (937–993)
- Konrad III. († 1152), römisch-deutscher König, König von Italien und König von BurgundKonrad III. († 1152)

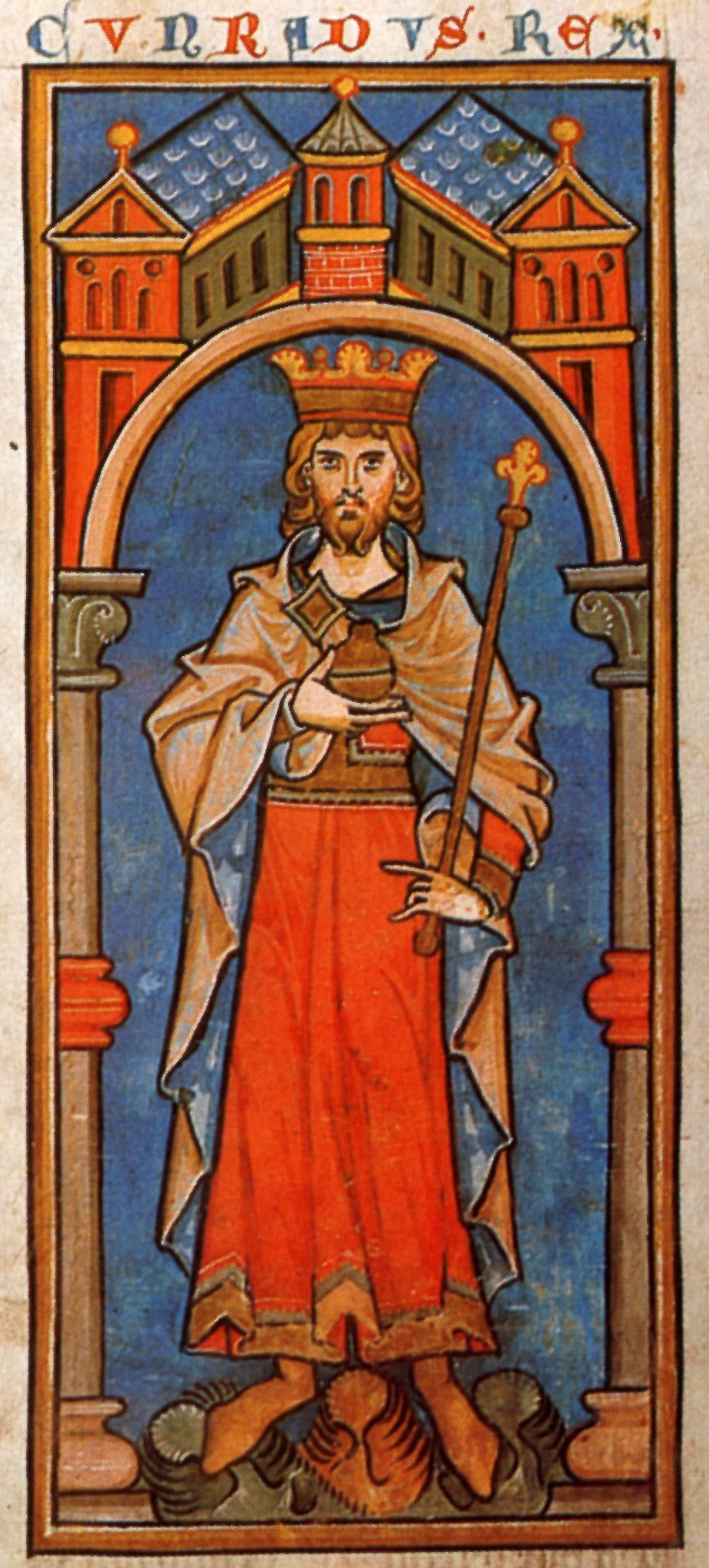
Konrad III. († 1152)

- Konrad III. († 1304), Herzog von Glogau und Sagan
- Konrad III. († 1412), Herzog von Oels
- Konrad III. (1372–1424), Graf von Neuenburg
- Konrad III. (1424–1482), deutscher römisch-katholischer Bischof
- Konrad III. (1449–1506), Graf von Tübingen, Herr zu Lichteneck
- Konrad III. der Sendlinger († 1322), Bischof von Freising
- Konrad III. Otto († 1191), Markgraf von Mähren und Herzog von Böhmen
- Konrad III. von Laichling († 1204), Bischof von Regensburg
- Konrad III. von Malkos, Fürstabt des Klosters Fulda
- Konrad III. von Mödling († 1283), Stiftspropst von Berchtesgaden
- Konrad IV., deutscher Adliger und Landvogt in Schwaben
- Konrad IV. († 1324), römisch-katholischer Geistlicher, Bischof von Cammin
- Konrad IV. († 1569), Graf von Tübingen, Herr zu Lichteneck. Ab 1536 Herr zu Lichteneck und Limburg
- Konrad IV. († 1314), Graf von Abenberg, fränkischer Hohenzoller
- Konrad IV. (1228–1254), Herzog von Schwaben, römisch-deutscher König, König von Sizilien und König von Jerusalem (1228–1254)Konrad IV. (1228–1254)

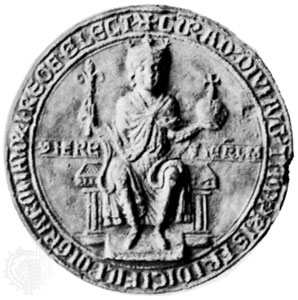
Konrad IV. (1228–1254)

- Konrad IV. († 1428), Graf von Rietberg (1389–1428)
- Konrad IV. Tanner († 1333), Stiftspropst von Berchtesgaden
- Konrad IV. von Baierbrunn (1275–1333), Adliger und Truchsess des bayerischen Herzogs
- Konrad IV. von Bussnang († 1471), Bischof von Straßburg
- Konrad IV. von Fohnsdorf († 1312), Erzbischof von Salzburg
- Konrad IV. von Frontenhausen († 1226), römisch-katholischer Bischof und Kanzler des Königs Philipp von Schwaben
- Konrad IV. von Maienfels († 1377), deutscher Benediktinerabt
- Konrad IV. von Rietberg († 1508), Bischof von Osnabrück, Fürstbischof von Rietberg (1482–1508); Bischof von Münster (1497–1508)
- Konrad IV. von Schöneck († 1329), Bischof von Worms
- Konrad IV. von Viermund, Herr von Nordenbeck und Fürstenberg, Amtmann von Medebach
- Konrad IX. († 1448), deutscher Adeliger, Königsberater, Reichserbunterkämmerer
- Konrad IX. († 1471), Herzog von Oels, Cosel, Beuthen und Steinau

###### Konrad J
- Konrad Januszowic, Herzog von Masowien

###### Konrad K
- Konrad Kurzbold († 948), Gründer von Limburg an der Lahn, Gefolgsmann von Otto I. (HRR)Konrad Kurzbold († 948)

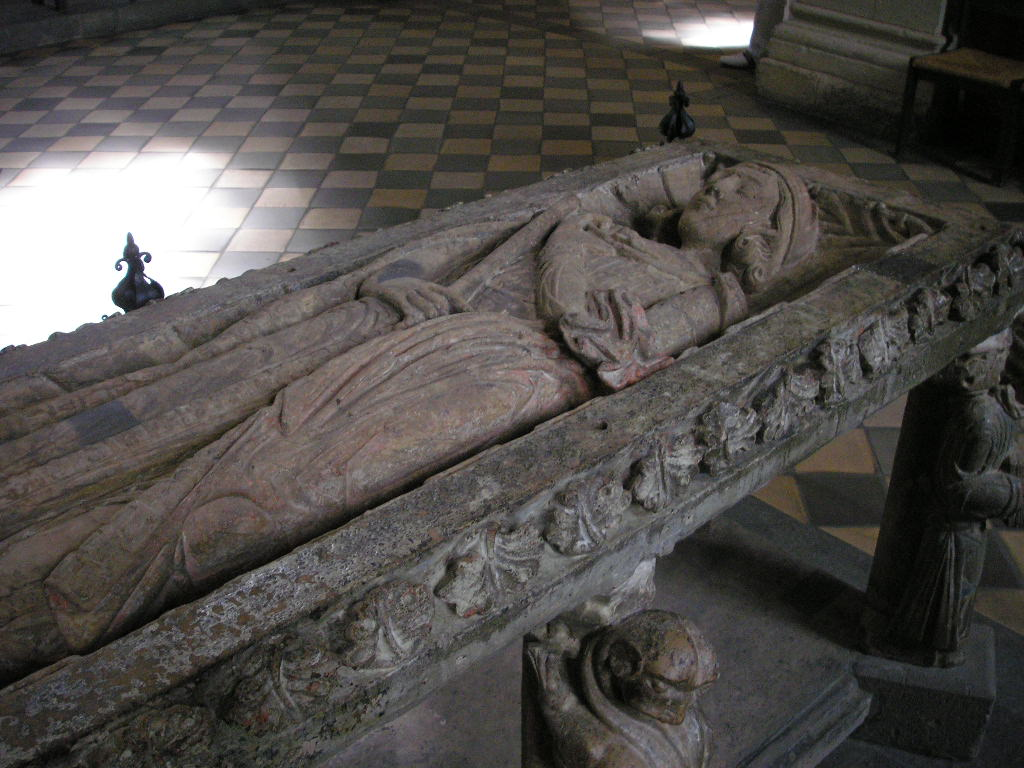
Konrad Kurzbold († 948)

###### Konrad M
- Konrad Martin († 1426), Geistlicher und niedriger Dienstadliger
- Konrad Münch von Landskron († 1402), Bischof von Basel (1393–1395)

###### Konrad O
- Konráð Olavsson (* 1968), isländischer Handballspieler

###### Konrad P
- Konrad Probus, Bischof von Toul

###### Konrad T
- Konrad Torer von Törlein († 1406), Bischof von Lavant

###### Konrad V
- Konrad V. († 1472), Graf von Rietberg (1428–1472)
- Konrad V. (1361–1386), Herzog von Teck
- Konrad V. († 1439), Herzog von Oels, Cosel, Beuthen und Steinau
- Konrad V. Ayrenschmalz († 1492), deutscher Benediktiner und Abt von Tegernsee
- Konrad VI. († 1427), Herzog von Oels, Cosel, Beuthen und Steinau
- Konrad VI. von Haimberg († 1381), Bischof von Regensburg
- Konrad VII. († 1452), Herzog von Oels, Cosel, Beuthen und Steinau
- Konrad VII. von Soest († 1437), Bischof von Regensburg
- Konrad VIII., Herzog von Oels und Steinau, Provinzial des Deutschen Ordens für Böhmen und Mähren
- Konrad von Admont († 1242), salzburgischer römisch-katholischer Geistlicher
- Konrad von Altstetten, Minnesänger
- Konrad von Ammenhausen, Benediktinermönch, der das Schachzabelbuch in mittelhochdeutscher Sprache verfasste
- Konrad von Arnsberg († 1433), Weihbischof in Köln
- Konrad von Bayern († 1154), Sohn des bayerischen Herzogs Heinrich des Schwarzen und Zisterzienser
- Konrad von Belmont († 1282), Bischof von Chur
- Konrad von Biberegg, Bischof von Chur
- Konrad von Braunschweig-Lüneburg († 1300), Bischof von Verden
- Konrad von Brundelsheim, Zisterzienserabt
- Konrad von Bussnang († 1239), Abt von St. Gallen
- Konrad von Corvey († 1189), Abt von Corvey
- Konrad von der Mark († 1353), Stifter des Klosters Clarenberg
- Konrad von Dhaun, deutscher Geistlicher, Erzbischof von Mainz (1419–1434)
- Konrad von Dürkheim, Bischof von Worms
- Konrad von Eberbach († 1221), Abt und Kirchenschriftsteller
- Konrad von Egloffstein, Landmeister des Deutschen Ordens in Deutschland
- Konrad von Eichstätt († 1342), deutscher Arzt und medizinischer Schriftsteller
- Konrad von Ergersheim († 1203), Elekt von Bamberg
- Konrad von Erlichshausen († 1449), deutscher Hochmeister des Deutschen OrdensKonrad von Erlichshausen († 1449)

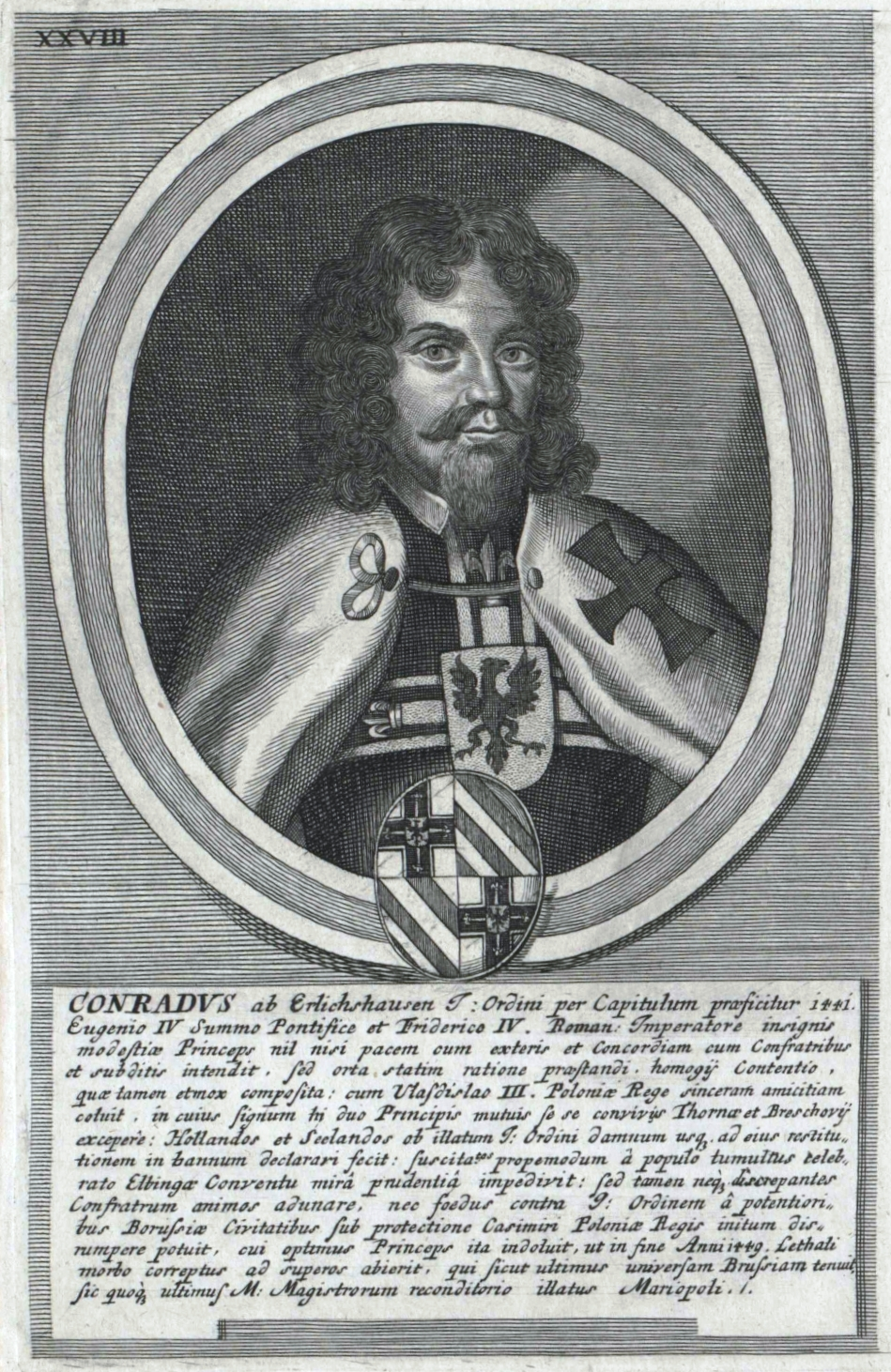
Konrad von Erlichshausen († 1449)

- Konrad von Falkenberg († 1417), deutscher Ritter
- Konrad von Feistritz († 1151), Hochfreier
- Konrad von Feuchtwangen († 1296), deutscher Adliger; Hochmeister des Deutschen Ordens (1290–1296)
- Konrad von Friedberg, Bischof von Olmütz
- Konrad von Füssen, Nonnenseelsorger; Anreger mystischer Literatur in Engelthal
- Konrad von Fußesbrunnen, mittelhochdeutscher geistlicher Dichter
- Konrad von Geisenheim († 1386), deutscher Diplomat und Bischof von Lübeck
- Konrad von Gelnhausen († 1390), deutscher Theologe
- Konrad von Gundelfingen, deutscher Mönch, Gegenabt in der Fürstabtei St. Gallen (1288–1291)
- Konrad von Gützkow, Graf von Gützkow
- Konrad von Hainburg († 1360), Prior der Kartause Gaming, Verfasser geistlicher Literatur
- Konrad von Hebenstreit († 1412), Fürstbischof von Freising, Bischof von Gurk
- Konrad von Heimesfurt, mittelhochdeutscher geistlicher Dichter
- Konrad von Herzenrode († 1488), Ritter des Deutschen Ordens, Landmarschall von Livland
- Konrad von Himberg († 1292), Bischof von Chiemsee
- Konrad von Hirsau, Mönch und Lehrer
- Konrad von Hirscheck († 1167), deutscher Bischof in Augsburg
- Konrad von Hochstaden († 1261), Erzbischof von Köln (1238–1261)Konrad von Hochstaden († 1261)

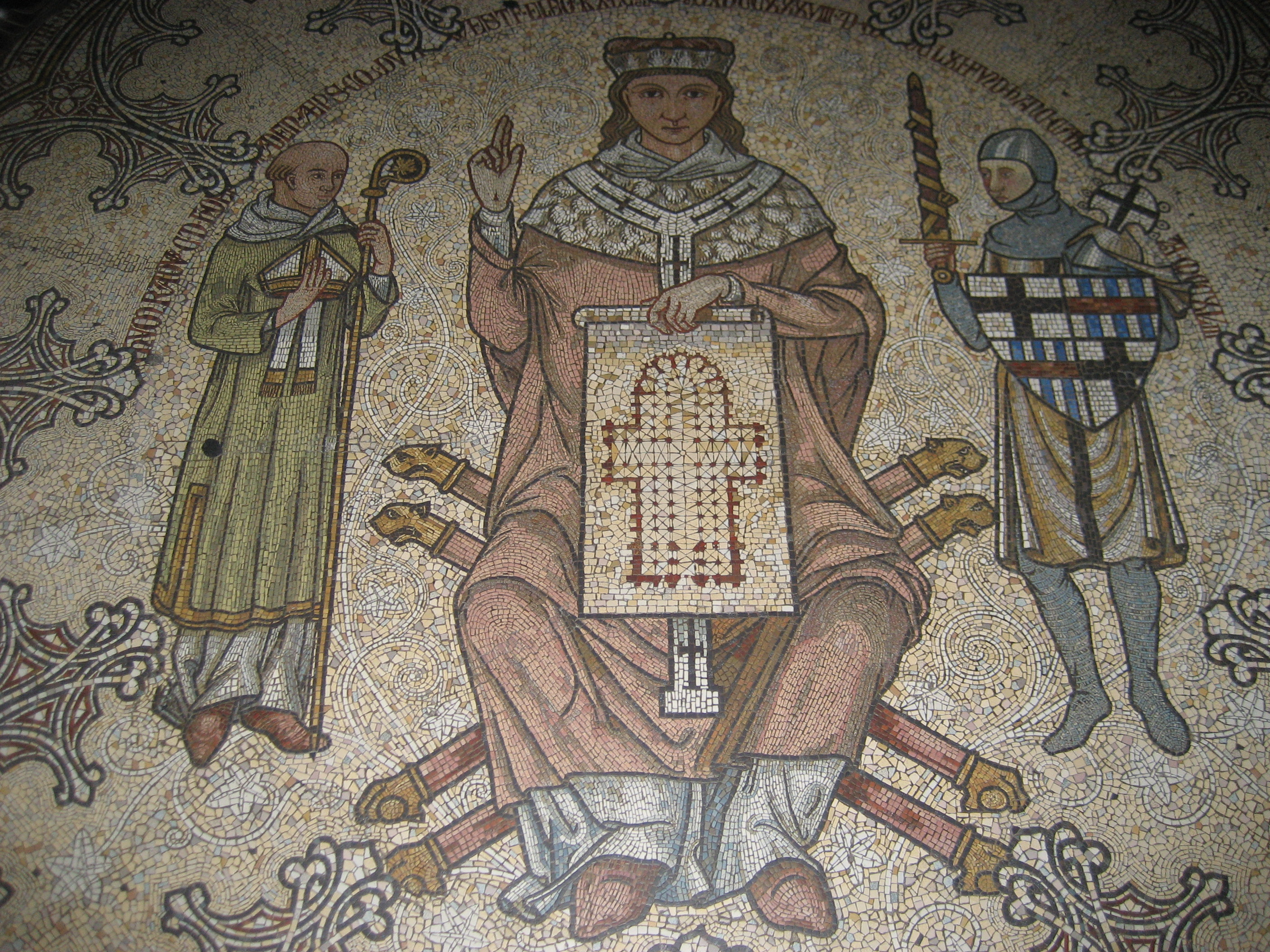
Konrad von Hochstaden († 1261)

- Konrad von Hüneburg († 1202), Bischof von Straßburg
- Konrad von Ingersheim, Ritter in Ingersheim am Neckar.
- Konrad von Jungingen († 1407), Hochmeister des Deutschen Ordens
- Konrad von Klingenberg († 1340), deutscher Bischof
- Konrad von Konstanz († 975), Heiliger des Bistums und der Bischofsstadt Konstanz
- Konrad von Kreuznach († 1368), deutscher Musiker und vermutlich auch Lyriker (Minnesänger oder Sangspruchdichter)
- Konrad von Landau († 1363), schwäbischer Condottiere
- Konrad von Landeck, Schweizer Ministeriale und Minnesänger
- Konrad von Lichtenberg († 1299), Bischof von Straßburg
- Konrad von Liechtenstein († 1354), Bischof von Chiemsee
- Konrad von Luppurg († 1313), Bischof von Gurk und von Regensburg
- Konrad von Lustnau († 1353), Abt des Zisterzienserklosters Bebenhausen (1320–1353)
- Konrad von Lützelhardt, Markgraf von Ancona
- Konrad von Marburg († 1233), Großinquisitor und PolitikerKonrad von Marburg († 1233)

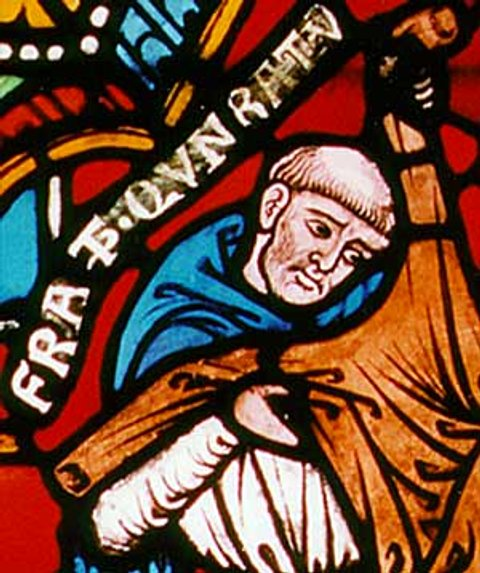
Konrad von Marburg († 1233)

- Konrad von Megenberg (1309–1374), deutscher Autor zahlreicher Schriften in lateinischer und mittelhochdeutscher Sprache
- Konrad von Morsleben, Graf von Morsleben
- Konrad von Mure († 1281), Schweizer Chorherr und Leiter der Stiftsschule am Zürcher Grossmünster sowie Verfasser von lateinischen Lehrgedichten
- Konrad von Oels († 1447), Fürstbischof von Breslau, Herzog von Oels und Bernstadt
- Konrad von Parzham (1818–1894), Laienbruder aus dem Kapuzinerorden, Heiliger
- Konrad von Pegau († 1423), Abt der Fürstabtei St. Gallen (1418–1419)
- Konrad von Plötzkau, Graf von Plötzkau und Markgraf der Nordmark (1130)
- Konrad von Queinfurt († 1382), deutscher Schriftsteller und Pfarrer
- Konrad von Querfurt († 1142), Erzbischof von Magdeburg (1134–1142)
- Konrad von Querfurt († 1202), Bischof von Hildesheim (1194–1199) und von Würzburg (1198–1202)Konrad von Querfurt († 1202)

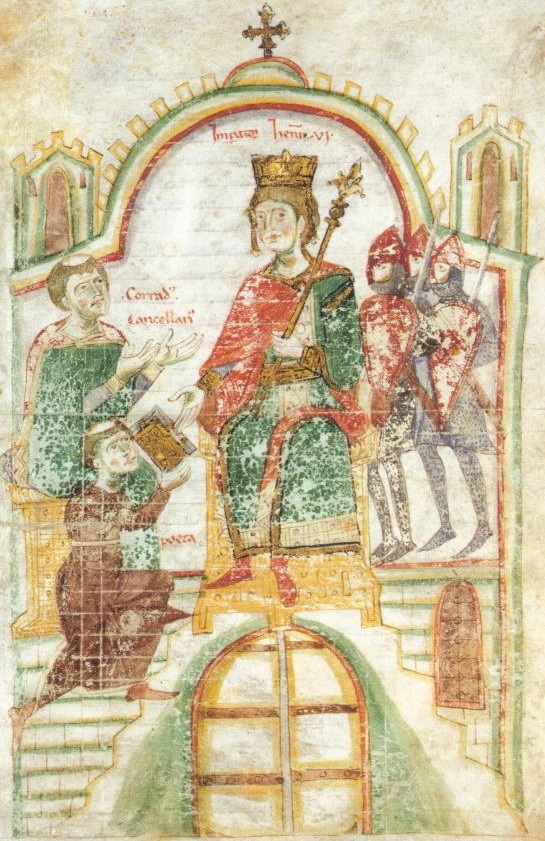
Konrad von Querfurt († 1202)

- Konrad von Rodank (1140–1216), Bischof von Brixen
- Konrad von Sachsen († 1279), deutscher Franziskaner, Theologe und Prediger
- Konrad von Sachsenhausen, Schultheiß von Frankfurt am Main
- Konrad von Summerau, Burghauptmann zu Enns, Landrichter ob der Enns, gilt als erster Landeshauptmann Oberösterreichs
- Konrad von Tecklenburg-Schwerin (1501–1557), Graf von Tecklenburg, Herr von Rheda und Graf von Lingen
- Konrad von Thierberg der Ältere († 1279), Ordensritter des Deutschen Ordens
- Konrad von Thierberg der Jüngere, Ordensritter des Deutschen Ordens
- Konrad von Thüringen († 1240), Hochmeister des Deutschen Ordens
- Konrad von Urach († 1227), Zisterzienserabt, Kardinalbischof und Kardinallegat in Frankreich und Deutschland
- Konrad von Urslingen († 1202), Herzog von Spoleto
- Konrad von Utrecht († 1099), Bischof von Utrecht
- Konrad von Vechta († 1431), Bischof von Verden, Elekt von Verden, Bischof von Olmütz, Administrator von Prag, Erzbischof von Prag
- Konrad von Walbeck, Burggraf von Magdeburg
- Konrad von Waldhausen († 1369), katholischer Theologe und Vorläufer der Hussiten
- Konrad von Wallenrode († 1393), Hochmeister des Deutschen Ordens
- Konrad von Westerhem († 1376), Domherr in Münster
- Konrad von Westerhem († 1396), Vizedominus und Domherr in Münster
- Konrad von Winterstetten, Reichsschenk unter den staufischen Königen
- Konrad von Wurmlingen († 1295), Kanoniker des Stifts St. Martin in Sindelfingen
- Konrad von Würzburg, deutscher Glockengießer
- Konrad von Würzburg († 1287), deutscher Lyriker, Epiker und didaktischer DichterKonrad von Würzburg († 1287)

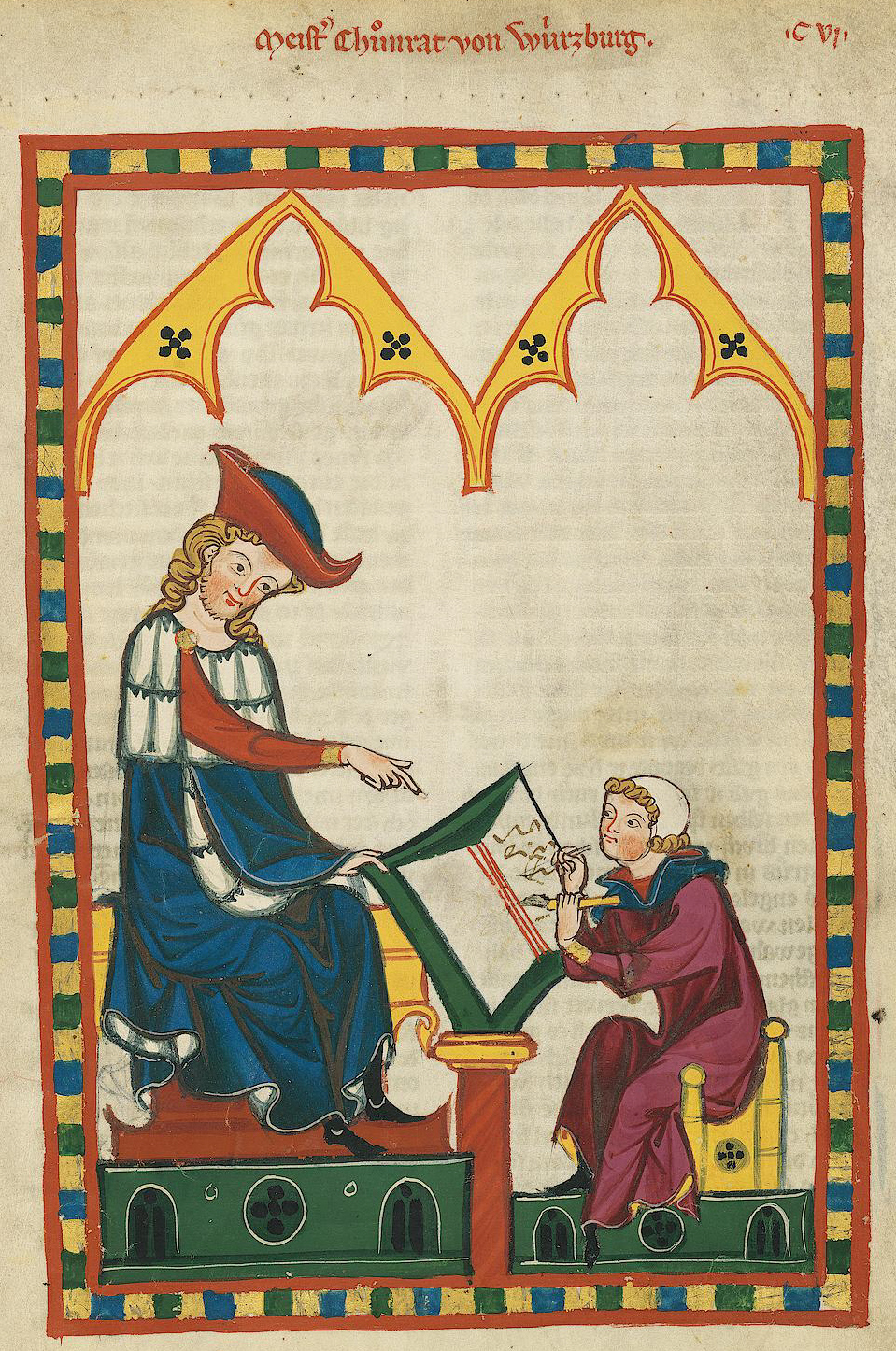
Konrad von Würzburg († 1287)

- Konrad von Zabern, elsässischer Theologe und Musiktheoretiker
- Konrad von Zimmern († 1255), Benediktiner, Abt im Kloster Reichenau
- Konrad von Zwole († 1434), Bischof von Olmütz und Administrator von Prag

###### Konrad X
- Konrad X. (1420–1492), Herzog von Oels, Cosel, Beuthen und Steinau
- Konrad X. Landschad von Steinach († 1417), deutscher Adliger

###### Konrad Y
- Konrad y Ruopp, Pablo (* 1991), deutscher Schauspieler

###### Konrad Z
- Konrad Zöllner von Rotenstein († 1390), Hochmeister des Deutschen Ordens

##### Konrad,
- Konrad, Aglaia (* 1960), österreichisch-belgische Fotografin
- Konrad, Albrecht (* 1949), deutscher Szenenbildner und Artdirector
- Konrad, Alexander Eduardowitsch (1890–1940), russischer Seemann und Polarforscher
- Konrad, Andy (* 1981), liechtensteinischer Schauspieler, Comedian, Kabarettist und Theaterproduzent
- Konrad, Anke (* 1966), deutsche Diplomatin
- Konrad, Anton (1883–1955), deutscher Richter und Staatssekretär (Bayern)
- Konrad, Anton (1932–2025), deutscher Volkswirtschaftler und Hochschullehrer (Monetäre Makroökonomie)
- Konrad, Anton H. (1937–2022), deutscher Verleger
- Konrad, Barbara (* 1969), österreichische Geigerin
- Konrad, Bernd (* 1948), deutscher Jazzmusiker und Komponist
- Konrad, Berta (1913–1992), deutsche Sozialpädagogin und Politikerin (CDU), MdL
- Konrad, Boris (* 1984), deutscher GedächtnistrainerBoris Konrad (* 1984)

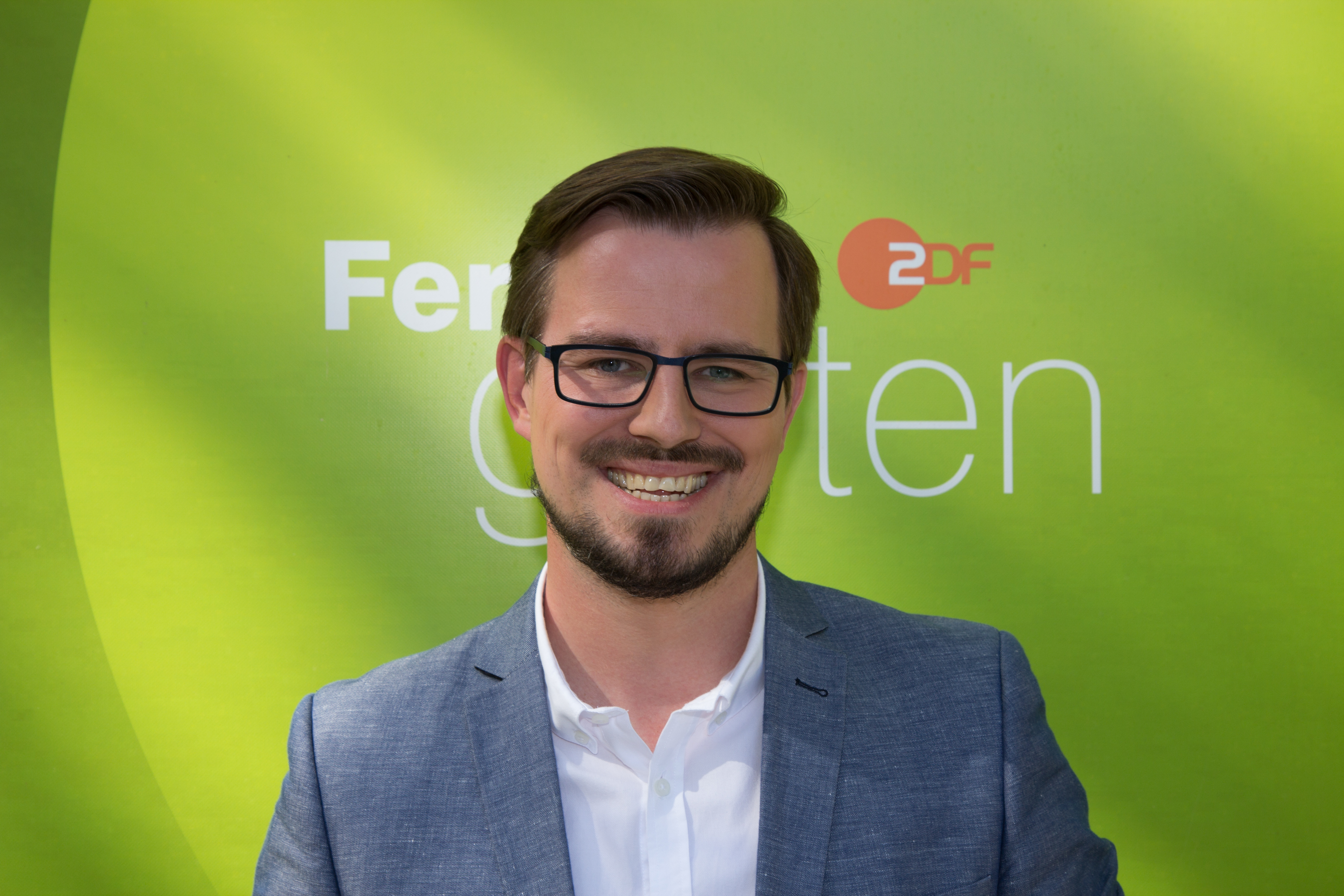
Boris Konrad (* 1984)

- Konrád, Branislav (* 1987), slowakischer Eishockeytorwart
- Konrad, Bruno (1930–2007), deutscher Maler und Grafiker
- Konrad, Carina (* 1982), deutsche Politikerin (FDP), MdB
- Konrad, Cathy (* 1963), US-amerikanische Filmproduzentin
- Konrad, Cezary (* 1967), polnischer Jazzmusiker (Schlagzeug, Perkussion, Komposition, Arrangement)
- Konrad, Christian (* 1943), österreichischer Banker und WirtschaftsführerChristian Konrad (* 1943)

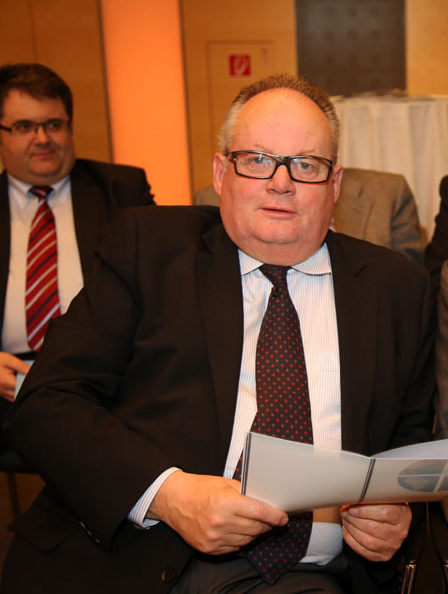
Christian Konrad (* 1943)

- Konrad, Christof, deutsch-russischer Architekt des Barock
- Konrad, Christoph (* 1957), deutscher Politiker (CDU), MdEP a. D.
- Konrad, Claudia (* 1965), deutsche Schriftstellerin
- Konrad, Cole (* 1984), US-amerikanischer Ringer und Mixed-Martial-Arts-Kämpfer
- Konrad, Elmar (* 1967), deutscher Wirtschaftswissenschaftler und Hochschullehrer
- Konrad, Erich (1894–1975), deutscher Chemiker
- Konrad, Erich (1910–1987), deutscher Politiker (CDU), MdL
- Konrad, Eva (* 1979), österreichische Politikerin (Grüne), Mitglied des Bundesrates
- Konrád, Ferenc (1945–2015), ungarischer Wasserballer
- Konrad, Frank (* 1967), liechtensteinischer Politiker
- Konrad, Franz (1891–1957), deutscher Politiker, Oberbürgermeister von Schwäbisch Gmünd und Bürgermeister von Laupheim
- Konrad, Franz (1906–1952), österreichischer SS-Hauptsturmführer
- Konrad, Franz (1934–2005), deutscher Ordensgeistlicher, Theologe und Künstler
- Konrad, Franz (* 1951), österreichischer Automobilrennfahrer
- Konrad, Franz Josef (1897–1962), deutscher Kommunalpolitiker
- Konrad, Fred (* 1961), deutscher Arzt, Politiker (Bündnis 90/Die Grünen), MdL
- Konrad, Friedrich (* 1921), deutscher Lehrer und Autor
- Konrad, Friedrich (* 1967), österreichischer Gewichtheber
- Konrad, Fritz (1914–1943), deutscher SS-Scharführer im Vernichtungslager Sobibor
- Konrad, Gaby, österreichische Journalistin und Fernsehmoderatorin
- Konrad, Grace (* 1999), kanadische Leichtathletin
- Konrad, Günter (1929–2020), deutscher Heimatforscher, Autor und Herausgeber
- Konrád, György (1933–2019), ungarischer Schriftsteller und EssayistGyörgy Konrád (1933–2019)

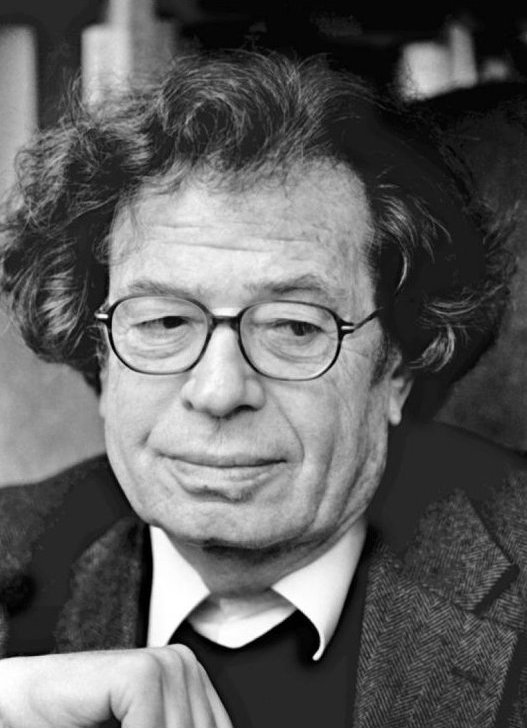
György Konrád (1933–2019)

- Konrad, Hans (* 1876), deutscher Volkssänger und Humorist
- Konrad, Heinz-Karl (1920–2014), deutscher Schauspieler
- Konrad, Helga (1948–2024), österreichische Politikerin (SPÖ), Abgeordnete zum Nationalrat
- Konrad, Helmut (1926–2009), deutscher Politiker (FDP), MdL Rheinland-Pfalz
- Konrad, Helmut (* 1948), österreichischer Historiker
- Konrad, Helmut (* 1954), liechtensteinischer Lehrer und Politiker (FBP)
- Konrad, Herta (1928–2005), österreichische Schauspielerin
- Konrád, János (1941–2014), ungarischer Wasserballer
- Konrád, Jenő (1894–1978), ungarischer Fußballspieler und -trainer
- Konrad, Joachim (1903–1979), deutscher evangelischer Theologe
- Konrad, Joachim (* 1924), deutscher Schauspieler, Synchron- und Hörspielsprecher
- Konrad, Joachim (* 1978), deutscher Politiker (CSU)
- Konrad, Johann-Friedrich (1932–2015), deutscher evangelischer Theologe und Hochschullehrer
- Konrad, Jörg (* 1977), österreichischer Politiker (NEOS)
- Konrad, Jürgen (* 1947), deutscher Automobilrennfahrer
- Konrad, Jürgen (* 1955), deutscher Jurist, Generalstaatsanwalt in Naumburg (Saale)
- Konrad, Kai A. (* 1961), deutscher WirtschaftswissenschaftlerKai A. Konrad (* 1961)

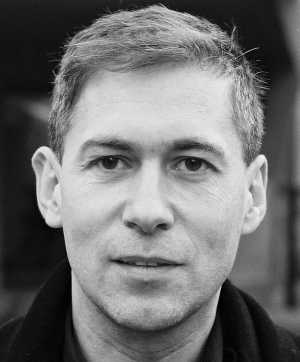
Kai A. Konrad (* 1961)

- Konrád, Kálmán (1896–1980), ungarischer Fußballspieler
- Konrád, Karel (1899–1971), tschechischer Schriftsteller und Journalist
- Konrad, Karl (1881–1958), deutscher Gymnasiallehrer, Schriftsteller und Studentenhistoriker
- Konrad, Klaus (1914–2006), deutscher Politiker (SPD), MdL, MdB
- Konrad, Klaus (* 1965), österreichischer Politiker (SPÖ), Landtagsabgeordneter, Mitglied des Bundesrates
- Konrad, Kristina (* 1953), Schweizer Filmschaffende
- Konrad, Kristof (* 1962), polnisch-US-amerikanischer Schauspieler und Synchronsprecher
- Konrad, Manuel (* 1988), deutscher Fußballspieler
- Konrad, Marcel (* 1954), Schweizer Schriftsteller
- Konrad, Marco (* 1974), deutscher Fußballspieler
- Konrad, Mario (* 1983), österreichischer Fußballspieler und -trainerMario Konrad (* 1983)

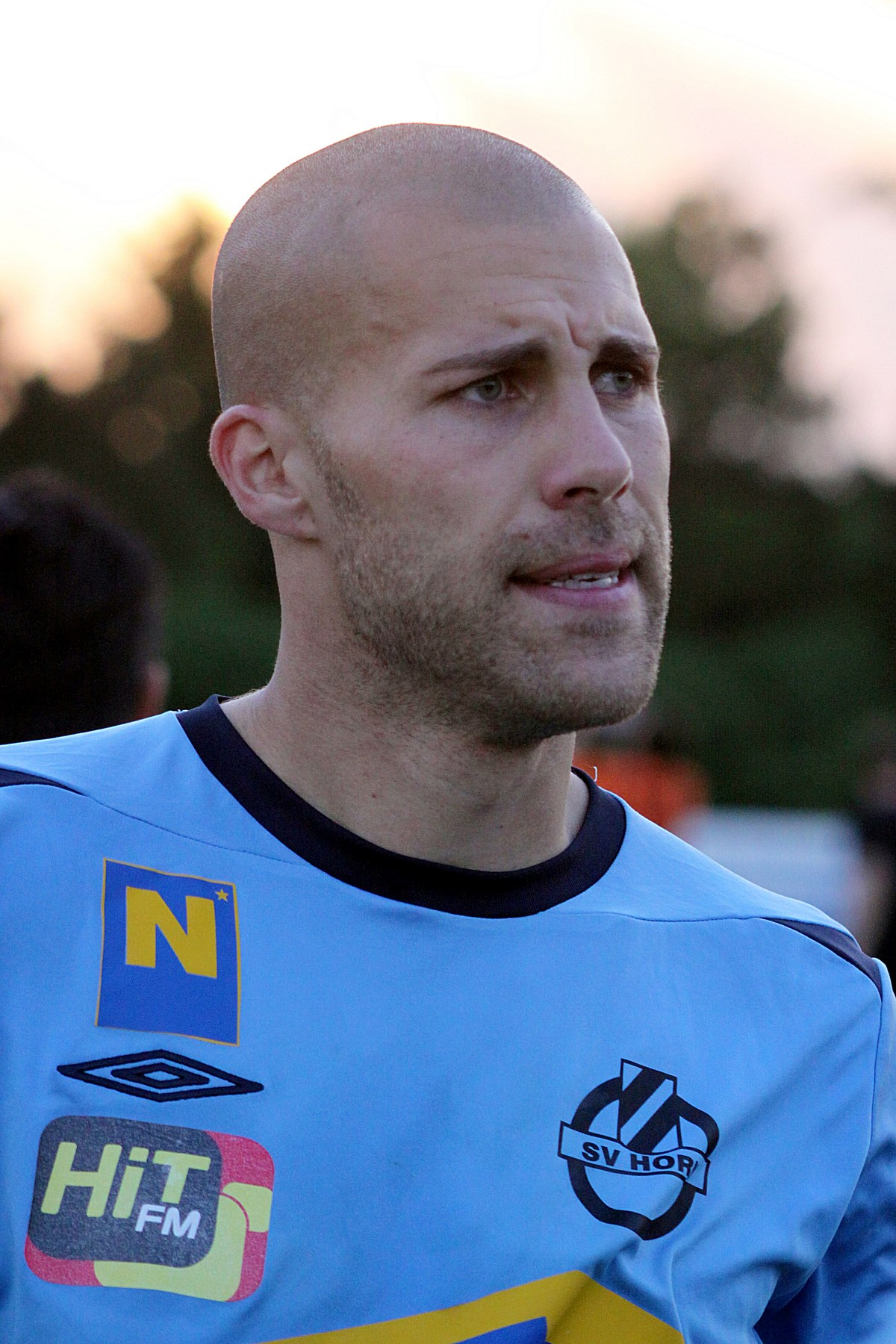
Mario Konrad (* 1983)

- Konrad, Matthias (* 1943), österreichischer Politiker (SPÖ)
- Konrad, Michaela (* 1962), deutsche provinzialrömische Archäologin
- Konrad, Michaela (* 1972), österreichische Künstlerin
- Konrad, Natalija (* 1976), ukrainische Degenfechterin
- Konrad, Niklaus († 1520), Solothurner Schultheiss
- Konrad, Nikolai (1891–1970), sowjetischer Orientalist
- Konrad, Norbert (* 1958), deutscher Psychiater und Forensiker
- Konrad, Otto (1896–1973), deutscher Landwirt und Politiker (FDP), MdL
- Konrad, Otto (1924–1970), deutscher Maler, Grafiker und Oberstudienrat
- Konrad, Otto (* 1964), österreichischer Fußballtorhüter und Politiker (TEAM), Landtagsabgeordneter
- Konrad, Patrick (* 1991), österreichischer RadrennfahrerPatrick Konrad (* 1991)

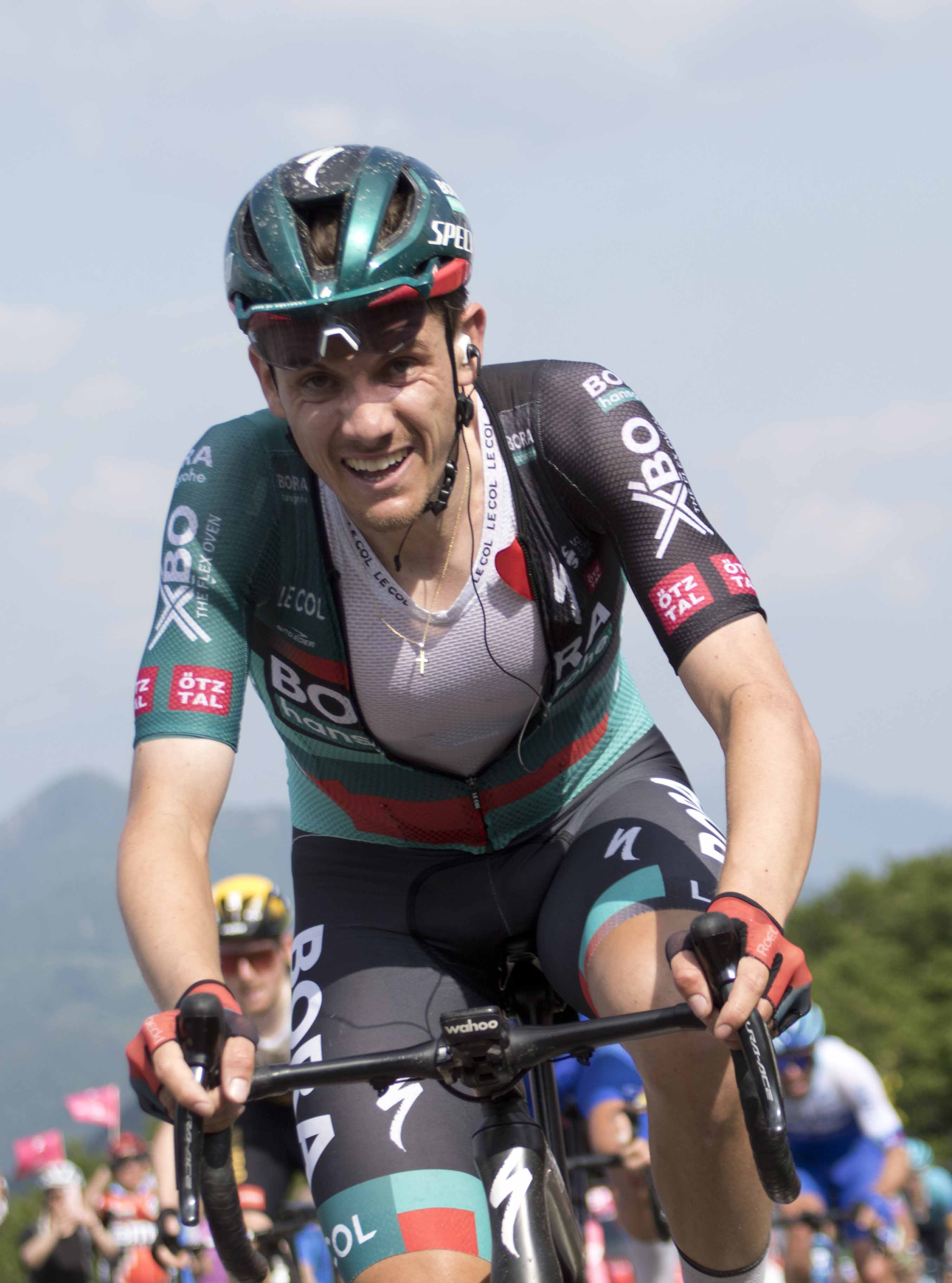
Patrick Konrad (* 1991)

- Konrad, Robert E. (1926–1951), deutscher Schriftsteller, Lyriker, Übersetzer und Maler
- Konrad, Rolf (1924–1990), deutscher Politiker (SPD), MdA
- Konrad, Rudolf (1891–1964), deutscher General der Gebirgstruppe im Zweiten Weltkrieg, Gründervater des Kameradenkreises der Gebirgstruppe im Dritten Reich
- Konrad, Rudolf (1922–2009), deutscher Musiker, Komponist und Hochschullehrer
- Konrad, Sandra, deutsche Psychologin und Sachbuchautorin
- Konrad, Sarah (* 1967), US-amerikanische Skilangläuferin und Biathletin
- Konrad, Susanne (* 1965), deutsche Schriftstellerin und Literaturwissenschaftlerin
- Konrad, Thomas (* 1989), deutscher Fußballspieler
- Konrad, Ulrich (* 1957), deutscher Musikwissenschaftler und Mozart-Forscher
- Konrad, Verena (* 1979), österreichische Kuratorin, Kulturmanagerin und Architekturexpertin
- Konrad, Walter (* 1928), deutscher Leichtathlet und Olympiateilnehmer
- Konrad, Walter (1935–2019), deutscher Jurist und Medienmanager, Direktor Europäische Satellitenprogramme des ZDF
- Konrad, Willi († 2005), deutscher Fußballfunktionär
- Konrad, Wolfgang (* 1941), deutscher Musiker, Erfinder und Forscher im Bereich der interaktiven, crossmedialen Kommunikation für Fernsehinhalte
- Konrad, Wolfgang (* 1958), österreichischer Hindernis-, Mittel- und Langstreckenläufer

##### Konradi
- Konradi, Artur Adolf (1880–1951), Handelsattaché der deutschen Gesandtschaft in Rumänien und Generalsekretär der Rumänisch-deutschen Handelskammer sowie Landesgruppenleiter der Auslandsorganisation der NSDAP (NSDAP-AO) in Rumänien
- Konradi, Doris (* 1961), deutsche Schriftstellerin
- Konradi, Inge (1924–2002), österreichische Filmschauspielerin, Kammerschauspielerin und Theaterschauspielerin
- Konradi, Jewgenija Iwanowna (1838–1898), russische Publizistin und Frauenrechtlerin
- Konradi, Katharina (* 1988), kirgisische Opernsängerin und Konzertsängerin (Sopran) in Deutschland
- Konradi, Udo (* 1960), deutscher Fußballspieler
- Konradin (1252–1268), Herzog von Schwaben, Titularkönig von JerusalemKonradin (1252–1268)

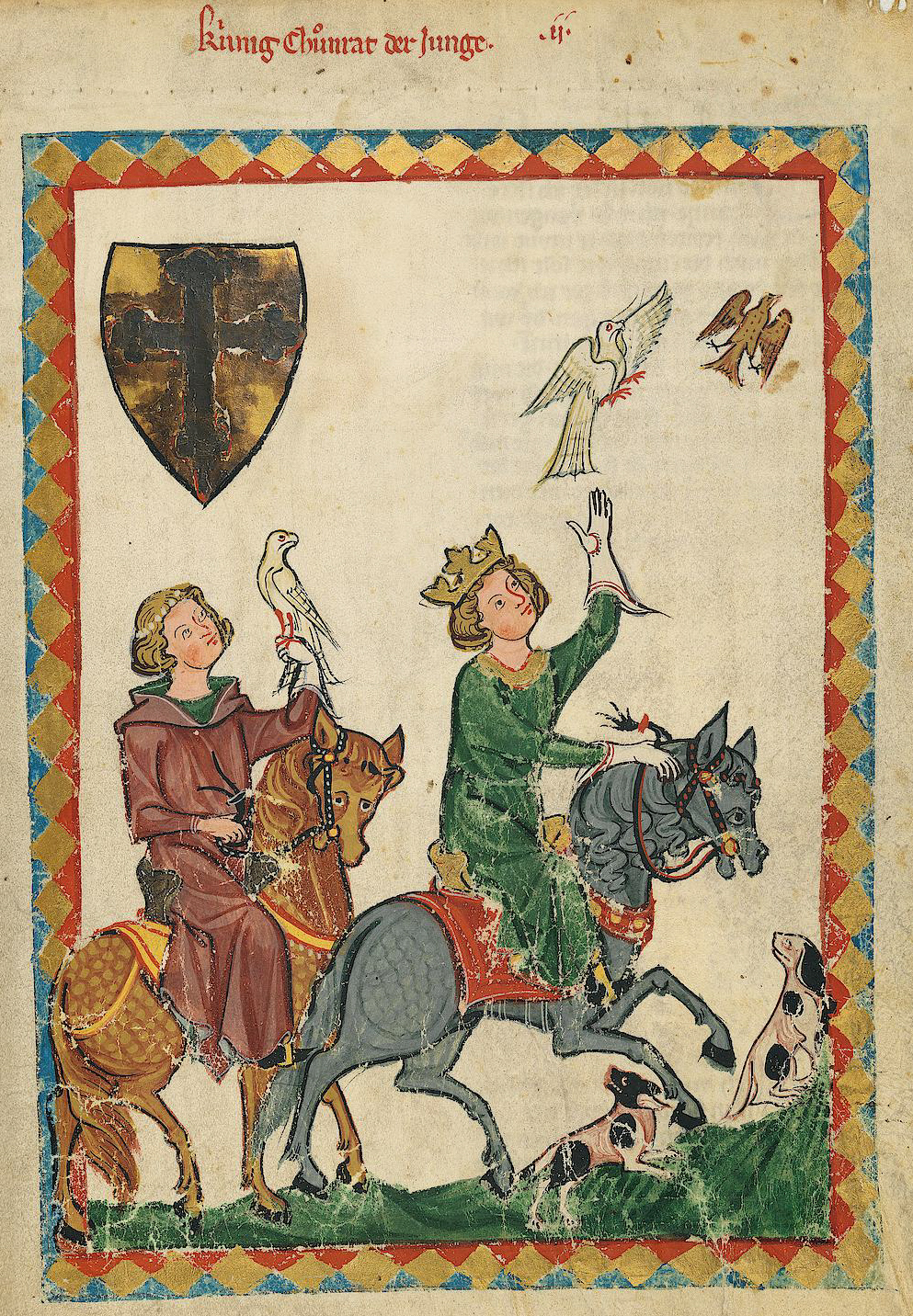
Konradin (1252–1268)

##### Konrads
- Konrads, Ilsa (* 1944), australische Schwimmerin
- Konrads, John (1942–2021), australischer Schwimmer lettischer Herkunft
- Konradsheim, Corin (* 1993), österreichischer Eishockeyspieler
- Konradsson, Emmelie (* 1989), schwedische Fußballspielerin
- Konradsson, Jesper (* 1994), schwedischer Handballspieler

##### Konradt
- Konradt, Britta (* 1961), deutsche Anwältin und Autorin
- Konradt, Johannes (* 1995), deutscher Basketballspieler
- Konradt, Joseph († 1838), bairisch-salzburgischer Orgel- und Klavierbauer
- Konradt, Matthias (* 1967), deutscher evangelischer Theologe und Hochschullehrer
- Konradt, Udo (* 1962), deutscher Psychologe

#### Konrat
- Konrath, Alois (1895–1967), Priester der Diözese Speyer, bayerischer Offizier im Ersten Weltkrieg, NS-Opfer
- Konrath, Anton (1888–1981), österreichischer Dirigent
- Konrath, Edith (* 1971), deutsche Schauspielerin
- Konrath, Gisela (* 1947), deutsche Politikerin (CDU), MdL
- Konrath, Karl (* 1941), österreichischer Politiker (SPÖ), Landtagsabgeordneter im Burgenland
- Konrath, Matthias (1843–1925), österreichisch-deutscher Anglist

### Konri
- Konrich, Friedrich (1878–1945), deutscher Mediziner
- Konrich, Georg Friedrich (1879–1955), deutscher Politiker (DHP, DP), MdL

### Konro
- Konrote, George (* 1947), fidschianischer Politiker, Präsident
- Konroyd, Steve (* 1961), kanadischer Eishockeyspieler